# Flateyjarbók

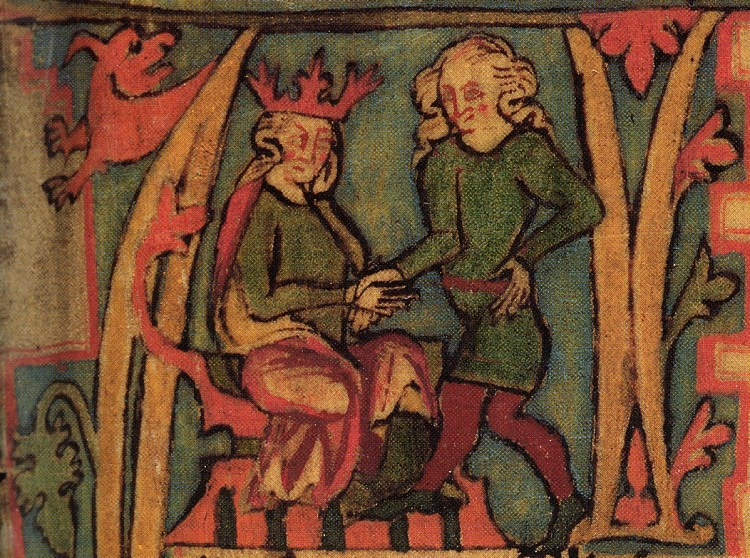
Re Harald I di Norvegia riceve la Norvegia dalle mani del padre. Illustrazione del Flateyjarbók.

La Flateyjarbók, letteralmente "libro di Flatey" (ISL. "isola piatta") è un importante manoscritto islandese medievale. La sua marcatura è GKS 1005 fol., dal fatto che prima della sua restituzione all'Islanda da parte della Danimarca, esso era parte dell'antica collezione reale (den Gamle Kongelige Samling), ed è altresì conosciuto con il nome latino Codex Flateyensis.

## Descrizione
La Flateyjarbók è il più grande manoscritto medievale islandese, composto da 225 fogli di pergamena scritti ed illustrati. Contiene soprattutto saghe di re norreni contenute anche nell'Heimskringla, soprattutto saghe che parlano di Olaf Tryggvason, Sant'Olaf, Sverre, Hakon il Vecchio, Magnus il Buono e Harald Hardrada. In questa collezione, però, appaiono espansi con materiale aggiuntivo non trovabile altrove (una parte del quale molto antica) assieme a differenze uniche. Molto, ma non tutto, il materiale aggiuntivo si trova nelle saghe reali, in alcuni casi interlacciato. Inoltre il manoscritto contiene l'unica copia del poema eddico Hyndluljóð, un insieme unico di annali dalla creazione al 1394, e molte storie brevi di cui non esistono eguali quali la Nornagests þáttr ("la Storia di Norna Gest").
È soprattutto importante la Grœnlendinga saga ("Storia dei Groenlandesi"), che fornisce la storia della colonia di Vinland con alcune differenze rispetto a quella contenuta nella Saga di Erik il Rosso ("Eiríks saga rauða"). Vi si trova anche l'unica versione islandese della Saga degli uomini delle Orcadi ("Orkneyinga saga") e della Saga dei Faroesi ("Færeyinga saga").

## Storia
Analizzando quanto scritto al suo interno, si può dedurre che il libro sia stato scritto nel 1387 e fu completato nel 1394 o poco dopo. Nella pagina introduttiva è riportato che il suo proprietario era il "Jón Hákonarson" e che il libro fu scritto da due sacerdoti. Uno di loro, "Jón Þórðarson", scrisse il contenuto della storia di Eirík il Viaggiatore e le due grandi saghe, Óláfs saga Tryggvasonar (Saga di Óláfr figlio di Tryggvi) e Óláfs saga helga (Storia di Óláfr il santo) mentre l'altro, "Magnús Þórallson", scrisse quella è ora la prima sezione, la saga di Sverrir, gli annali, le rubriche ed aggiunse le illustrazioni.
Altro materiale fu inserito verso la fine del XV secolo.
Il manoscritto ricevette per la prima volta speciale attenzione nel 1651, quando il vescovo Brynjólfur Sveinsson di Skálholt, con il permesso di re Federico III di Danimarca, richiese tutte le opere d'Islanda che contenevano antichi manoscritti in modo da consegnarli al re danese, fornendo l'originale o una copia, gratuitamente o dietro compenso. Jon Finnsson, che abitava su Flatey ('Isola Piatta') a Breiðafjörður sulla costa occidentale dell'Islanda, era a quel tempo il proprietario del libro che era già noto come Flateyjarbók. In un primo momento Jon si rifiutò di consegnare il proprio prezioso cimelio di famiglia, il più grande e bel libro di tutta l'Islanda, e continuò a rifiutarsi anche quando il vescovo Brynjólfur gli fece visita personalmente offrendogli 500 unità di terra. Jon cambiò idea e consegnò il libro al vescovo, solo quando questi stava già per lasciare la regione.
Il manoscritto fu regalato dal vescovo Brynjólfur a re Federico III nel 1656, e fu esposto presso la Biblioteca Reale di Copenaghen. Il resto della collezione del vescovo Brynólfur fu divisa tra i suoi eredi, che non avevano interesse a possedere una collezione di vecchi manoscritti. Molti di tali testi scomparvero per sempre, anche se fortunatamente erano state fatte copie di molti di essi. Il Flateyjarbók ed il Codex Regius furono rimpatriati in Islanda nel 1971, come tesori nazionali, e conservati e studiati dall'Istituto Árni Magnússon.

## Contenuto
La Flateyjarbók contiene i seguenti testi:
- Geisli - un poema religioso su sant'Olaf II di Norvegia
- Ólafs ríma Haraldssonar - un poema su sant'Olav in stile rímur, la più antica poesia conosciuta di questo tipo
- Hyndluljóð
- Un breve pezzo del Gesta Hammaburgensis Ecclesiae Pontificum
- Sigurðar þáttr slefu
- Hversu Noregr byggðist
- Genealogie dei re norvegesi
- Eiríks saga víðförla
- Ólafs saga Tryggvasonar (Flateyjarbók), composta da:
  - Grœnlendinga saga
  - Færeyinga saga
  - Jómsvíkinga saga
  - Otto þáttr keisara
  - Fundinn Noregr
  - Orkneyinga þáttr
  - Albani þáttr ok Sunnifu
  - Íslands bygging
  - Þorsteins þáttr uxafóts
  - Sörla þáttr
  - Stefnis þáttr Þorgilssonar
  - Rögnvalds þáttr ok Rauðs
  - Hallfreðar þáttr vandræðaskálds
  - Kjartans þáttr Ólafssonar
  - Ögmundar þáttr dytts
  - Norna-Gests þáttr
  - Helga þáttr Þórissonar
  - Þorvalds þáttr tasalda
  - Sveins þáttr ok Finns
  - Rauðs þáttr hins ramma
  - Hrómundar þáttr halta
  - Þorsteins þáttr skelks
  - Þiðranda þáttr ok Þórhalls
  - Kristni þáttr
  - Eiríks þáttr rauða
  - Svaða þáttr ok Arnórs kerlingarnefs
  - Eindriða þáttr ilbreiðs
  - Orms þáttr Stórólfssonar
  - Hálfdanar þáttr svarta
  - Haralds þáttr hárfagra
  - Hauks þáttr hábrókar
- Ólafs saga helga, composta da:
  - Fóstbrœðra saga
  - Orkneyinga saga
  - Færeyinga saga
  - Nóregs konungatal
  - Haralds þáttr grenska
  - Ólafs þáttr Geirstaðaálfs
  - Styrbjarnar þáttr Svíakappa
  - Hróa þáttr heimska
  - Eymundar þáttr hrings
  - Tóka þáttr Tókasonar
  - Isleifs þáttr byskups
  - Eymundar þáttr af Skörum
  - Eindriða þáttr ok Erlings
  - Ásbjarnar þáttr Selsbana
  - Knúts þáttr hins ríka
  - Steins þáttr Skaptasonar
  - Rauðúlfs þáttr
  - Völsa þáttr
  - Brenna Adams byskups
- Sverris saga
- Hákonar saga Hákonarsonar
- Un'aggiunta alla Ólafs saga helga di Styrmir Kárason
- Una saga di re Magnus il Buono e di re Harald Hardrada di tipo morkinskinna
- Hemings þáttr Áslákssonar
- Auðunar þáttr vestfirzka
- Sneglu-Halla þáttr
- Halldórs þáttr Snorrasonar
- Þorsteins þáttr forvitna
- Þorsteins þáttr tjaldstæðings
- Blóð-Egils þáttr
- Grœnlendinga þáttr (da non confondere con la Grœnlendinga saga)
- Helga þáttr ok Úlfs
- Játvarðar saga helga - Saga di re Edoardo
- Flateyjarannálar